# 小関道幸
小関 道幸（おぜき みちゆき、1949年 - ）は、日本のテレビプロデューサー。大阪観光局局長補佐。株式会社ソーシャルプロデューサーグループ代表取締役会長。

## 来歴・人物
大阪府立箕面高等学校を経て、慶應義塾大学法学部政治学科卒業後、1972年に朝日放送株式会社へ入社。
15年間にわたりラジオ・テレビの報道記者、ディレクターを経験。その後、ドキュメンタリー番組制作で内閣総理大臣賞、ギャラクシー賞、民間放送連盟賞など受賞多数。1989年にスタートした『サンデープロジェクト』を立てあげると同時にプロデューサーを務めた。その他にもテレビアニメ『クッキングパパ』など、テレビ番組のプロデューサーを務め、番組宣伝部長、報道局次長・番組審議会事務局長、総務局局次長などを経て、2009年定年退職。
2010年4月にソーシャルプロデューサーを設立し、代表を務めている。現職の他にサマーメディアキャンプ2007特別講師も務めている。
教え子に佐藤大吾、池本修悟、飯田哲史などがいる。